# Systematiek (biologie)
Systematiek, kort voor biosystematiek, is een vakgebied binnen de biologie. Het vakgebied bestudeert en ordent de verscheidenheid aan organismen op aarde, en probeert deze verscheidenheid of biodiversiteit en de verspreidingspatronen van de organismen te verklaren.
Centraal staat de vraag hoe het begrip soort wordt gedefinieerd, wat de verwantschap is tussen verschillende soorten organismen, en wat de oorzaken zijn van de huidige biologische verscheidenheid (soortenrijkdom) in de levende natuur. De biosystematiek probeert hierop een antwoord te vinden door de reconstructie van het ontstaan van deze verscheidenheid. Systematiek dient om de evolutionaire geschiedenis van het leven op aarde te begrijpen, en is daarmee van fundamentele betekenis voor de gehele biologische wetenschap. 
De biosystematiek heeft een lange geschiedenis. Nadat eerder in de 20e eeuw de belangstelling voor het vak afnam is er, onder meer door een toenemende belangstelling voor biodiversiteit, sinds het eind van de 20e eeuw sprake van een opleving.

## Systematiek
De klassieke systematiek richtte zich op het inventariseren van de diversiteit aan levensvormen, en het verklaren van de oorzaken van de diversiteit aan de hand van de morfologie en anatomie, de embryologie en ontwikkelingsbiologie, het levenscyclusonderzoek, de genetica en de biogeografie. Onder systematiek vallen de natuurlijke verwantschapsbetrekkingen, inclusief de levenscyclus en de voortplanting, de afstammingsgeschiedenis (fylogenie) of de evolutie en het ontstaan van de biodiversiteit, het verspreidingsgebied, hun plaats in het systeem (soort, geslacht, familie en verwantschappen) en hun naamgeving: de taxonomie en de nomenclatuur. 
De beschreven organismen worden in soorten (en dus meteen ook in geslachten) ingedeeld en benoemd: het domein van de taxonomie. Ten slotte bestudeert de klassieke systematiek de (mate van) verwantschap tussen de verschillende taxa. Sinds Darwin stelt de moderne biosystematiek zich ook tot doel de fylogenie (de afstammingsgeschiedenis van de soorten) te reconstrueren, na het ontstaan van het leven. Daarnaast worden de processen in kaart gebracht die gedurende de evolutie hebben geleid tot het ontstaan van de vormen- en soortenrijkdom van organismen: het vakgebied van de evolutiebiologie. De moderne biosystematiek wordt ook wel 'natuurlijke systematiek' genoemd.

## Taxonomie
Taxonomie is een onderdeel van de systematiek. In de Anglo-Amerikaanse wetenschappelijke literatuur gelden taxonomie en systematiek als synoniemen van elkaar. Taxonomie omvat de theorie en praktijk van de classificatie van organismen. Taxonomie is het deel van de systematiek dat zich bezighoudt met:
- beschrijving van organismen,
- het bewaren van collecties van organismen,
- het leveren van wetenschappelijke namen voor organismen,
- opstellen van classificaties voor de organismen, determinatiesleutels samenstellen voor de identificatie en verspreidingsgegevens verzamelen van de organismen

Taxonomie, en in het bijzonder α-taxonomie, is meer specifiek de aanduiding voor de identificatie, beschrijving en naamgeving (nomenclatuur) van organismen. Classificatie is toegespitst op de ordening van organismen binnen hiërarchische groepen, waardoor de verschillende graden van verwantschap tussen de soorten organismen zichtbaar worden gemaakt.

## Fylogenie
De moderne systematiek houdt zich bezig met de reconstructie van de fylogenie of afstammingsgeschiedenis van alle soorten organismen, en met de bestudering van de processen die tot de vormenrijkdom van organismen hebben geleid (evolutiebiologie). Bij het onderzoek naar hun evolutionaire geschiedenis moeten ook de adaptaties van de organismen worden betrokken.
Fylogenieën bestaan uit twee componenten:
- de volgorde van de vertakking (deze geven de verwantschap van de groepen weer) en
- de lengte van de vertakking (deze geven de hoeveelheid evolutie weer).

## Cladistiek
Verwantschappen worden gevisualiseerd in fylogenetische stambomen (ook wel: cladogrammen of fylogenieën). Cladistiek is een techniek die bij het analyseren van stambomen wordt gebruikt. Deze vervangt steeds meer de oudere technieken die voor clusteranalyse werden gebruikt. De drie basale aannames bij de cladistiek zijn:
- elke willekeurige groep van organismen is uiteindelijk verwant door afstamming van een verre gemeenschappelijke voorouder,
- er is een dichotoom patroon van cladogenese,
- er vindt gedurende het evolutionair ontwikkelingsproces verandering in morfologische kenmerken plaats in de verschillende afstammingslijnen.

De cladistische methoden maken gebruik van de evolutietheorie. Cladogrammen worden opgebouwd op grond van de morfologische kenmerken van de soorten organismen, en op grond van de kennis van hun oorspronkelijke en hun door-geëvolueerde of afgeleide toestand (polariteit van kenmerken). Verwantschap van organismen wordt beoordeeld op grond van hun afgeleide kenmerken.

## Nomenclatuur
Nomenclatuur is het systeem van de wetenschappelijke naamgeving van organismen. Regels en aanbevelingen reguleren de vorming en toekenning van wetenschappelijke namen, om zo tot een stabiele en eenduidige, internationaal erkende naamgeving te komen. In de biologie regelen nomenclatuurregels de wijze waarop wetenschappelijke namen worden gegeven aan taxa. Deze codes zijn de ICNafp, de ICNP, ICTV, de ICZN en de International Code of Phytosociological Nomenclature